# Sas (wojewoda mołdawski)
Sas – wojewoda mołdawski w latach 50. XIV w.
Był synem wojewody Dragosza i jego następcą na stanowisku wojewody mołdawskiego z ramienia króla węgierskiego. Zdaniem J. Demela objął urząd ok. 1353, zmarł przed 1359. Zdaniem D. Musialika objął on urząd między 1359 a 1361, zmarł natomiast w 1364. Następcą Sasa na stanowisku wojewodzińskim był jego syn Balc.
W niektórych opracowaniach historycznych przyjmuje się go za protoplastę rodu, a zarazem herbu Sas.